# Прокопюк, Игорь Валерьевич
Игорь Валерьевич Прокопюк (укр. Ігор Валерійович Прокопюк; 24 марта 1978, Бердичев — 29 мая 2023, Берестовое) — украинский военнослужащий, солдат, участник российско-украинской войны. Герой Украины (2024, посмертно).

## Биография
Родился 24 марта 1978 года в городе Бердичев. До начала полномасштабного вторжения России в Украину работал на местном предприятии.
26 февраля 2022 года добровольно вступил в ряды Вооружённых сил Украины, став стрелком 2-го стрелкового отделения 3-го стрелкового взвода 3-й стрелковой роты воинской части А7305.
Погиб 29 мая 2023 года вблизи населённого пункта Берестовое Купянского района Харьковской области во время выполнения боевого задания.
Похоронен в Бердичеве.

## Награды
- Звание «Герой Украины» с удостоением ордена «Золотая Звезда» (28 июня 2024, посмертно) — за личное мужество и героизм, проявленные в защите государственного суверенитета и территориальной целостности Украины, верность военной присяге[1].